# Xã Pine Creek, Quận Jefferson, Pennsylvania
Xã Pine Creek (tiếng Anh: Pine Creek Township) là một xã thuộc quận Jefferson, tiểu bang Pennsylvania, Hoa Kỳ. Năm 2010, dân số của xã này là 1.352 người.